# 菲尔·梅尔
菲尔·梅尔（英語：Phil Mahre，1957年5月10日—），美国男子高山滑雪运动员。他曾代表美国参加1976年、1980年和1984年冬季奥林匹克运动会高山滑雪比赛，获得一枚金牌和一枚银牌。